# Kosów Lacki
Kosów Lacki é um município da Polônia, na voivodia da Mazóvia e no condado de Sokołów. Estende-se por uma área de 11,57 km², com 2 154 habitantes, segundo os censos de 2016, com uma densidade de 186,2 hab/km².